# 马清盛
马清盛（1932年9月—），广东汕头人，中国男子篮球运动员、教练。1951年入伍成为军人，1953年开始先后效力于志愿军、沈阳部队和八一篮球队。1999年被评为新中国篮球50杰。